# Grimsby Town F.C.
Grimsby Town F.C. er en engelsk fodboldklub fra Grimsby, der spiller i League Two. Klubbens har i alt spillet 11 sæsoner i den bedste række med en 5. plads (opnået i 1935) som bedste resultat.
Den tidligere engelske landstræner, Graham Taylor, har spillet for klubben.